# Берегова охорона Швеції
Берегова охорона Швеції, Шведська берегова охорона, Морська охорона Швеції (швед. Kustbevakningen, KBV) — шведська цивільна державна установа, кому доручене:
- морський нагляд та інші контрольні та інспекційні завдання, а також очищення навколишнього середовища після розливу нафти в море.
- координує цивільні потреби в морському нагляді та морській інформації.
- стежити за міжнародним розвитком у цій галузі та брати участь у міжнародних зусиллях щодо встановлення прикордонного контролю, правоохоронних заходів на морі, охорони навколишнього середовища на морі та інших завдань морського нагляду.

Шведська берегова охорона здійснює певне спостереження повітряним способом (від його бази в аеропорту Скавста на південний захід від м. Стокгольму), а взимку — на повітряній подушці на крижаних водах Ботнічної затоки від станції м. Лулео. Берегова охорона також має регулярні морські обов'язки на озері Венерні, третій за величиною озеро в Європі, що діє з м. Венерсборгу.

## Організація
Берегова охорона має 26 прибережних станцій, включаючи авіаційну прибережну станцію. Станції підпадають під чотири регіональні райони:
- Північна (KRN),
- Східна (KRO),
- Західна (KRV) і
- Південна (KRS);

з регіональними штаб-квартирами, розташованими відповідно в Гернесанді, Стокгольмі, Гетеборзі та Карлскруні. Чотири центри управління контролюють повсякденну оперативну діяльність, і цілодобово працює принаймні один службовець. Центральна штаб-квартира берегової охорони розташована в історичному військовому місті Карлскрона 17 ст, що є об'єктом всесвітньої спадщини ЮНЕСКО.
Загальна кількість співробітників берегової охорони по всій країні становить близько 800.
Ні кораблі берегової охорони, ні офіцери не мають військової зброї. Замість цього кожен офіцер оснащений Глоком 17, палицею «ASP», газовий балончик і наручниками.

## Судна берегової охорони

### Кораблі нагляду
Берегова охорона на даний час має 22 спостережних кораблі, що використовуються в основному для патрулювання з деякими спроможностями реагування на витоки нафти.

### Охорона навколишнього середовища
Берегова охорона в даний час має 12 суден для захисту навколишнього середовища, в основному використовуються для відповіді на витоки нафти, а по-друге, для патрулювання.

### Комбінація
Берегова охорона на даний час має 9 суден, що поєднують у собі характеристики судів для захисту навколишнього середовища та суден спостереження (KBV 001, KBV 002, KBV 003, KBV 031, KBV 032, KBV 033, KBV 034, KBV 201, KBV 202).

### На повітряній подушці
Берегова охорона має 5 суден на повітряній подушці, переважно в північній Швеції, де вони можуть легко пересуватися як на льоду, так і на воді, та на суші (KBV 593, що базується в Лулео, KBV 592, що базується в Умео, KBV 591, що базується в Ерншельдсвік, KBV 594 KBV, розташованому у Ваксхольмі та 595).

### Баржі
Берегова охорона підтримує одну велику баржу, KBV 866 в Гернесанді, що використовується для зберігання поглиненої олії.

### Човни
Берегова охорона на даний час має понад 100 човнів. Деякі човни використовуються як доповнення до великих суден, інші працюють як окремі об'єкти. Човни поділяються на чотири групи: високо-швидкісні, швидкісні човни, малі човни «дінгі» та рятувальні шлюпки.